# Српски кошаркаш године
Српски кошаркаш године је награда коју Кошаркашки савез Србије годишње додељује најбољим играчима и играчицама. Награда је први пут додељена 2015. године. Први добитници су били Немања Бјелица и Ана Дабовић.

## Добитници

### Мушкарци
| Година | Играч                 | Клуб                             | Реф.              |
| ------ | --------------------- | -------------------------------- | ----------------- |
| 2015.  | Немања Бјелица        | Фенербахче Минесота тимбервулвси | [ 1 ] [ 2 ]       |
| 2016.  | Милош Теодосић        | ЦСКА Москва                      | [ 1 ] [ 3 ] [ 4 ] |
| 2017.  | Богдан Богдановић     | Фенербахче (2) Сакраменто кингси | [ 1 ] [ 5 ]       |
| 2018.  | Никола Јокић          | Денвер нагетси                   | [ 6 ] [ 7 ]       |
| 2019.  | Богдан Богдановић (2) | Сакраменто кингси (2)            | [ 8 ]             |
| 2020.  | Није додељена.        | Није додељена.                   | Није додељена.    |
| 2021.  | Никола Јокић (2)      | Денвер нагетси (2)               | [ 9 ]             |
| 2022.  | Никола Јокић (3)      | Денвер нагетси (3)               | [ 10 ]            |
| 2023.  | Богдан Богдановић (3) | Атланта хокси                    | [ 11 ]            |
| 2024.  | Никола Јокић (4)      | Денвер нагетси (4)               | [ 12 ]            |

#### Вишеструки добитници
| Добитница         | Број награда | Године                  |
| ----------------- | ------------ | ----------------------- |
| Никола Јокић      | 4            | 2018, 2021, 2022, 2024. |
| Богдан Богдановић | 3            | 2017, 2019, 2023.       |

### Жене
| Година | Играчица                  | Клуб                                     | Реф.              |
| ------ | ------------------------- | ---------------------------------------- | ----------------- |
| 2015.  | Ана Дабовић               | Орманспор Лос Анђелес спаркси Јакин Догу | [ 1 ] [ 2 ]       |
| 2016.  | Соња Петровић             | УСК Праг Финикс меркјури                 | [ 1 ] [ 3 ] [ 4 ] |
| 2017.  | Јелена Миловановић        | Перфумеријас Авенида Шопрон              | [ 1 ] [ 5 ]       |
| 2018.  | Александра Црвендакић     | Шопрон (2)                               | [ 6 ] [ 7 ]       |
| 2019.  | Соња Петровић (2)         | Динамо Курск                             | [ 8 ]             |
| 2020.  | Није додељена.            | Није додељена.                           | Није додељена.    |
| 2021.  | Соња Васић (3)            | Уни Ђирона                               | [ 13 ]            |
| 2022.  | Тина Крајишник            | УГМК Јекатеринбург                       | [ 10 ]            |
| 2023.  | Александра Црвендакић (2) | Асвел                                    | [ 11 ]            |
| 2024.  | Јована Ногић              | УГМК Јекатеринбург (2)                   | [ 12 ]            |

#### Вишеструке добитнице
| Добитница             | Број награда | Године            |
| --------------------- | ------------ | ----------------- |
| Соња Васић            | 3            | 2016, 2019, 2021. |
| Александра Црвендакић | 2            | 2018, 2023.       |